# Andrzej Żurek (malarz)
Andrzej Żurek (ur. 1960) – poznański artysta malarz, rzeźbiarz, grafik, ceramik, poeta, animator kultury działający na rzecz środowiska artystycznego i nauczyciel akademicki.

## Życiorys artystyczny
Studiował malarstwo pod kierunkiem profesorów: Andrzeja Kurzawskiego, Jacka Waltosia, Zbigniewa Bednarowicza. Dyplom z wyróżnieniem w 1991 r., pod kierunkiem Zbigniewa Bednarowicza, uzyskał w pracowni Malarstwa w Architekturze i Urbanistyce w PWSSP w Poznaniu, w której następnie rozpoczął pracę dydaktyczną i naukową jako student-asystent. Samodzielnie prowadził Pracownię - Warsztat Technik Klasycznych Malarstwa, Rysunku i Grafiki.
Działalnością dydaktyczną zajmował się latach 1989-2002 w poznańskiej ASP i Wyższej Szkole Sztuki Stosowanej w Poznaniu.

## Kariera artystyczna
Laureat „L'Art en Europe"- Participation a l'exposition - EUROP'ART 1997 Nice, gdzie otrzymał nagrodę 1-go stopnia za temat: Martwa Natura. Dwukrotny laureat Konkursu UMBERTO organizowanego przez firmy Stabilo i Pebeo na Międzynarodowych Targach Sztuki INTERART w Poznaniu w 1988 i 1989 roku.
Prowadził autorską Galerię „a²”. Założyciel i lider Poznańskiej Grupy Artystycznej 4ARP+1.

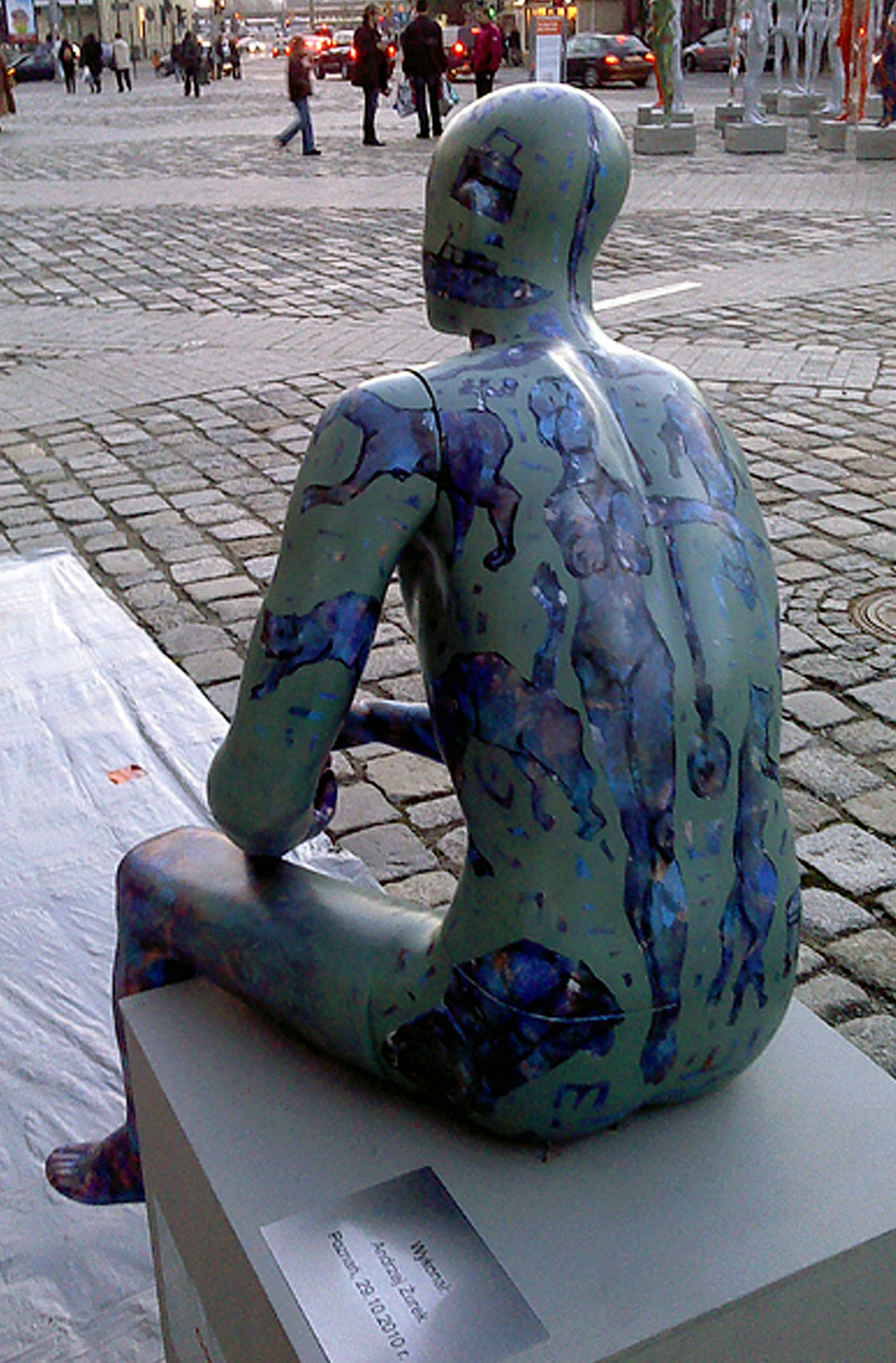
Praca rzeźbiarska Andrzeja Żurka przed Starym Browarem w Poznaniu (2010)

### Ważniejsze wystawy indywidualne
- 1990
  - Smoki Galeria Kwadrans, Poznań;
  - Spełnione Galeria Dno, Poznań
  - Trzy Gracje Galeria Wieża Ciśnień, Konin
- 1991
  - Czarne Akty Galeria Kwadrans, Poznań
  - Rysunki BWA, Leszno
  - A`Kara-sen SARP, Poznań
- 1992
  - Dreimall Mőrtel SARP, Poznań
  - Okna Galeria Polony, Poznań
  - Helios-instalacja Centrum Kultury Zamek, Galeria Profil, Poznań
  - Seans spirytystyczny Giotto BWA Toruń
  - Kartony BWA Toruń
  - Seans spirytystyczny Cimabue Centrum Sztuki Galeria EL Elbląg
  - Traktat Słoneczny Centrum Sztuki Galeria EL Elbląg
- 1993 - Konstelacje Art. & Business Club Gallery, Poznań
- 1994
  - Seans spirytystyczny Buoninsegna Galeria Foto-Medium-Art, Wrocław
  - Szelmostwa Kota Behemota BWA Częstochowa
  - Seans spirytystyczny Stefanio da Zevio BWA Częstochowa
- 1995 - Martwa natura Galeria na Mokrej, Poznań
- 1996 - Seans spirytystyczny Masaccio ABC Gallery, Poznań
- 1997
  - Seans spirytystyczny Andrea Mantegna BWA, Leszno
  - Malarstwo ABC Gallery, Poznań
- 1998 - Komplet BWA, Leszno
- 2001 - Martwa natura Galerie Aly Mydlarz, Exposiete, Holandia
- 2003 - Die Katzekluge Verweis Galerie, Brandenburg, Niemcy
- 2007 - Malarstwo Galeria „a²”, Poznań; Zwierzaki, Muzeum w Pile
- 2008 - Uczta rzeźba ceramiczna, malarstwo, Galeria "a2", Poznań
- 2009
  - Wyjście awaryjne malarstwo, Galeria „a²”, Poznań
  - Andrè gourec– rzeźba, malarstwo, Galerie”Ragnac”, Paryż
  - Rok trzeci- Malarstwo, Galeria "a2", Poznań
- 2015 - Malarstwo i performance  ODK Słońce, Poznań[1]
- 2018 - Rzeczywistości równoległe Galeria Jerzego Piotrowicza "Pod Koroną", Poznań[2]

### Akcje Grupy 4 ARP+1 (performance z udziałem publiczności)
- 1991 -  Most SARP, Poznań
- 1992 -  Domino Stare Miasto, Galeria BWA, Toruń
- 1994 -  Kokon Galeria EL, Elbląg
- 1995 -  Zalepianie dziur i sadzenie kamieni ul. Wroniecka / Mokra, Poznań
- 1996 -  Czarny Ptak Klub SARP i ABC Gallery, Poznań
- 1996 -  Księga Życzeń  i  Złorzeczeń Stary Rynek, BWA, Stare Miasto, Poznań
- 1997 -  To Ma To okolice Ratusza, Wrocław

### Sympozja i stypendia
- 1993 - Silikat - sympozjum, techniki krzemianowe w malarstwie i konserwacji obiektów w architekturze, Warszawa
- 1999 - Tarptautinis vitražo simposiumas. Vilnius Art Academy. „1+1”, Wilno
- 2000 - Vitrail Art.&culture, Symposium d’Art Plastique – propose des animations et des formations, Vitrail en fusion. Nice, Francja
- 2001 - International Stained Glass Symposium, VITRAIL-Prague, Praga
- 2003 - Das Kunstwerk  in die Baukunst – “Neuheitenschau”, Symposium, Stuttgart
- 2005 - Stipendium R&K. Rasmusen, Odense, Dania
- 2010 - Formation’ART/utryme och sinne (przestrzeń  i umysł) – Stockholm, Szwecja

### Wybrane wystawy zbiorowe
- 1989 - Dni Poznania, Brno
- 1992 - Dyplom 1990/91 - Wystawa Najlepszych Prac Dyplomowych Wyższych Uczelni  Plastycznych Gdańsk - Sopot
- 1993 - Triennale polskiego rysunku współczesnego, Muzeum w Lubaczowie
- 1994 - Paleta Erosa, Galeria Mil`Art., Poznań
- 1995 - Młode malarstwo Poznania, Galeria Miejska Arsenał, Poznań
- 1996 - Salon`96, Centrum Kultury Zamek, Poznań
- 1996 - Triennale polskiego rysunku współczesnego, Muzeum w Lubaczowie
- 1996 - Jubileusz 5-lecia grupy  4ARP+1, ABC Gallery, Poznań
- 1997 - Z martwą naturą – triennale, BWA, Sieradz
- 1997 - I Poznański Festiwal Sztuki, Poznań Miłość wielowymiarowa, ARM Gallery, Poznań
- 1998 - Artyści Kręgu Galerii, Galeria Polony, Poznań
- 1999 - Salon `99, BWA, Leszno
- 2003 - Ceramika poznańska, Muzeum Narodowe-oddział Sztuk Użytkowych, Poznań
- 2009 - Artisti SPA+A, Muzeum  Sztuki  Współczesnej - Ca’Pesaro, Wenecja, Włochy
- 2010 - Euro ART WEEK – International Exhibitions Competitions – St. Petersburg, Rosja
- 2013-2015 Międzynarodowy EU-Festiwal "SZTUKA KSIĄŻKI ART, Europa
- 2014 - UMENIA KNIHY, Brno, Słowacja

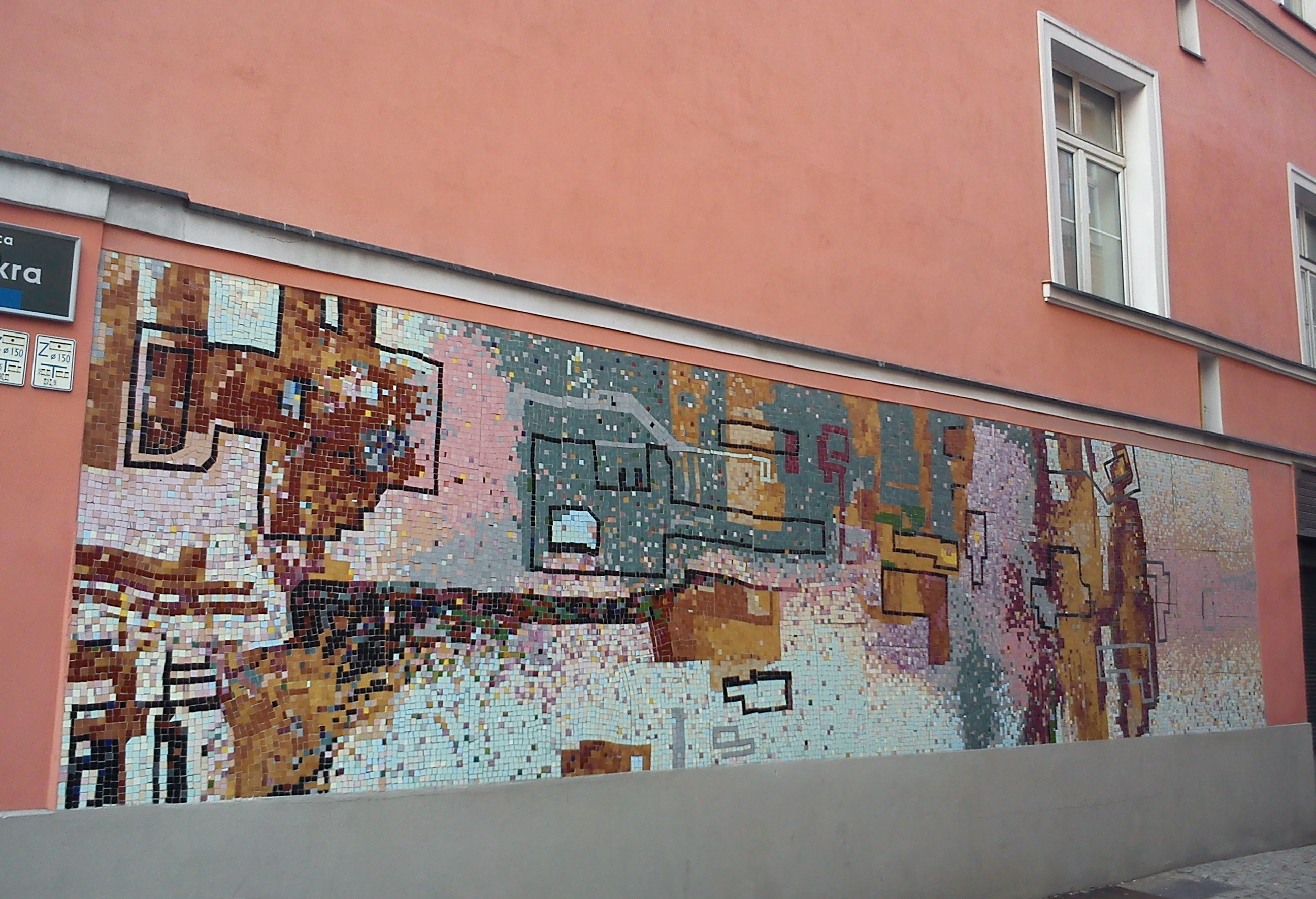
Mozaika na Starym Mieście w Poznaniu, przy ul. Mokrej, na budynku pod adresem Wroniecka 17 (1994)

### Wybrane realizacje w architekturze
- 1993 - Orfeusz  w piekle monochromia, al-fresco, sgraffito (260x 580), Altdorf-Szwajcaria
- 1994 - Fasada Galerii Mil’ART, sgraffito, ul.Wroniecka 6, Poznań - fasada kamienicy, mozaika, ul.Wroniecka 17, Poznań
- 1995 - Reformatoris witraże, ART & Business Club, Poznań
- 1995 - Uczta renesansowa mural, ART & Business Club, Poznań
- 1995 - Zwierzyniec Króla Karola, ART. & Business Club, Poznań
- 1995 - Porche-szał uniesień, salon Porche - Warszawa
- 1996 - Nadświetle  witraż i bryły stalowe, fasada siedziby ART. & Business Club przy - ul. Mokrej, Poznań - Sgraffito i alfresco, * 1996 - Mural, polichromia i dyspersja żywic na podłożu mineralnym, - Sparrow Center, Chicago, USA
- 1996 - Zwierzyniec - ogrody (1) polichromia, schody drewniane, ul. Św. Rocha, Poznań
- 1997 - Pejzaż z kotem witraż, Środa Wielkopolska
- 1997 - Zwierzyniec mój polichromia stropu na drewnie, Środa Wielkopolska - Zwierzyniec – ogrody, mozaika, ul.Św.Rocha, Poznań
- 1997 - Prace renowacyjne Ratusza, Poznań - Fortepian, polichromia, ART & Business Club, Poznań
- 1998 - Kompozycja z ptakami, mozaika, ul.Ostroroga 33, Poznań
- 1998 - Kompozycja malarska z głębokim reliefem, hol firmy: Audi - Kulczyk-Tradex, Poznań
- 1998 - Głębia przestrzeni mural, Studio Urszula Sipińska Designer, Poznań
- 1999 - Witraż, Poliklinika, Wilno, Litwa
- 1999 - Żywioły kompozycja, głęboki relief w betonie – monochromia, Jonesboro, Atlanta, USA
- 2000 - Kompozycja z ptakami, mozaika, ul.Makuszyńskiego 50, Poznań - projekty witraży  i  kartony w  skali  1:1  dla Kościoła      św.Wawrzyńca w Sochaczewie
- 2001 - 2002 - Realizacja - witraże  dla  Parafii św. Wawrzyńca w Sochaczewie + prace  konserwacyjno-rekonstrukcyjne witraża frontonu nawy głównej.
- 2001 - Konstelacje zapomniane mural, polichromia z reliefem, dyspersja żywic w betonie, Kronos Office, Queens, Nowy Jork
- 2001 - Kafle podłogowe, pastige renesansowy, ceramika, ul.Klasztorna, Poznań
- 2002 - Ołtarz główny - Tabernakulum  i  mozaika szlachetna w złocie „Adoracja Baranka”, Sochaczew
- 2004 - Kominek: Ptaki, pokój kąpielowy: Krokodyle- glina majolikowa glazurowana, malowana farbami naszkliwnymi i złotem ceramicznym, Borowiec, ul. Borowikowa 7 (kafle z głębokim reliefem).

## Twórczość poetycka
- 2010 - Tomik poetycki: PRZEKORKI...coś takiego!? żurASpoznański, Wrocław-Jelenia Góra 2010
- 2012 - Tomik poetycki: cosik, ktosik!?...PRZEKORKI żurASpoznański, Wrocław 2012